# 경제육전
경제육전(經濟六典)은 1397년 (태조 6년)에 조준이 주관하여 검상조례사(檢詳條例司)에서 고려 우왕 14년(1388) 이후 당시까지의 10년간에 걸쳐 공포되어 법령으로서 현행되고 있거나 앞으로 준행해야 할 법령을 수집 분류하여 만든 법전이다. 우리 역사상 명백한 최초의 성문통일법전이다. 이는 이 ․ 호 ․ 예 ․ 병 ․ 형 ․ 공의 육전으로 구성된 조선시대 최초의 성문법전이었다는 점에 역사적 의의가 있다. 또한 조선시대의 다른 법전들과 달리 순한문이 아닌 이두를 섞어서 썼다는 점이 특징이다. 우왕 14년 이후의 법령을 싣고 있는데, 이는 이성계파가 정권을 잡은 이후이며 새로운 왕조를 개창하려는 집단의 개혁적인 성향의 법들이 이 경제육전(經濟六典)에는 많이 실려 있음을 짐작할 수 있다. 짧은 시일 안에 완성한 것이기 때문에 법조문이 추상화, 일반화되어 있지 못한 소박한 것이긴 하였지만, 최초의 통일법전이고, 창업주의 법치주의의 의지가 담겨져 있다는 점에서 그 역사적 의의가 매우 크다.
경제육전은 법전으로서 시행되기는 하였으나 방언과 이두가 섞였고, 법전으로서의 일관된 체재를 갖추지 못할 뿐만 아니라, 누락된 조문도 있고, 새로 공포된 법령도 있었기 때문에 정종 원년(1399)에 조례상정도감(條例詳定都監)을 설치하여 개정하고자 하였다. 그러나 결실을 맺지 못하다가 태종 4년 9월에 전항성판윤 윤목, 전계림군소 한리, 호조전서 윤사수 등이 태종 즉위 후에 공포된 조령, 판지로서 육전에 아직 재록되지 않는 것으로서 만세의 법으로 할 것을 찬집하여 속육전으로 반행할 것을 상언하였다. 태종 7년(1407)에 속육전수찬소(續六典修撰所)를 설치하여 하륜(河崙)을 편찬 책임자로 임명하였다. 태종 12년(1412) 4월에 일단 경제육전 원집상절(經濟六典元集詳節) 3권과 속집상절(續集詳節) 3권을 만들었다. 그러나 법전에 있는 조례가 번잡하여 시행하기가 어렵다는 호조판서 황희의 의견에 따라 다시 검토하여 착오를 없애게 되었다. 이에 하륜은 다시 교정하여 중복, 번잡한 것을 제거, 간결히 하고 방언을 문어로 바꾸고 재의할 사항이 있으면 교지에 따라 다시 정하는 등 원집, 속집을 수찬하였다. 그리하여 태종 13년 2월에 이르러 반행하였는데 이도 경제육전(經濟六典)이라고 칭하며 원육전(元六典)과 속육전(續六典)의 체제로 되어 있다. 원육전은 조준의 경제육전에서 방언을 문어(文語)로 바꾼 데 지나지 않았고, 속육전은 태조 7년부터 태종 7년까지의 새로운 법령들을 모아 편찬한 것이다.
그러나 법전의 조문이나 또는 새로운 수교, 판지 등은 잘 준행되지도 않았다. 그것은 관리들의 편견이나 私意에 기인된 대문이고 창업초의 입법이라 조급한 제정, 임기 웅변적인 법령이거나 혹은 새로운 법령에 익숙하지 못하였기 때문이다. 게다가 원육전이 시대에 부합하지 않아 법운용에 불편을 가져오기도 하고, 속육전과 저촉되는 규정도 있었다. 태종 15년 8월에는 법전편찬의 기본방침을 세워 원전의 조문을 개정하는 속전 규정은 전부 삭제하고 그 중에서 부득이 개정해야 할 것은 원전의 조문을 그대로 두고 그 밑에 그 취지를 각주로 표시하기로 하였다. 여기에서 주목해야 할 조선시대 입법의 기본원칙이 도출된다. 즉 원전은 조종의 성헌이기 때문에 존중해야 하며 속전으로 변경할 수 없도록 하는 조종성헌의 원칙이 조선시대 전시대를 통하여 법전편찬의 기본방침이 된 것이다. 이를 조종성헌존중주의라고 한다. 이는 경제육전이 매우 불완전한 입법임에도 불구하고 창업군주의 이념과 의지의 체현인 조종지법으로서의 성격과 불가경개성이 부여된 것이다. 이 사실은 우리의 고유법유지의 결정적 계기가 된 것이라고 할 수 있다.
세종 2년(1420) 윤정월에 수교(受敎)조례의 수찬을 건의하는 형조판서의 상언이 있은 후 현재의 법상태를 파악하여 세종 4년에 다시 완벽한 법전편찬의 필요에서 육전수찬빗(六典修撰色)이 설치되어 성산부원군 이직, 좌의정 이원이 도제주로 하여 법전찬수에 착수하였다. 이 때의 육전편찬의 방침은 다음과 같다.
<육전편찬방침>
① 각년 수교 중 삭제, 개정, 증보할 사항이 있으면 매전마다 따로 계문하여 일일이 결재받아 시행
② 고려의 법이라도 준수해야 될 것은 원전과 함께 실리도록 함.

이러한 방침하에 새로운 육전을 편찬하게 되었는데, 이때에는 태종 15년에 결정된 원칙을 적용하는 방식을 사용하여 육전을 편찬하게 되었다. 육전편찬방식의 기본적인 골격은 다음과 같다.

<육전편찬방법>
①　태종 15년 8월에 정해진 편찬원칙에 따라 원전을 개정하는 속전의 조문을 먼저 삭제
②　그 다음에 태종 8년 즉 속전편찬 이후 공포된 조례를 수집하여 동류의 것을 모아 속전에 수록
③ 공포년월을 불문하고 비슷한 것을 모아 속전에 수록하고, 여러 개의 수교를 합하여도 그 뜻이 명료한 것은 1개조로 만들고, 그 밑에 수교년월을 기입하고
④ 세종 6년 이후의 수교조례도 원, 속 양전의 해당 조문 밑에 각주하여 원, 속 양전을 증보하고, 수교년월과 관청명을 기입
⑤ 일시의 편의를 위해 시행되고 있는 법령은 따로 집록하여 元典謄錄이라고 함.
이 새로운 속육전의 가장 큰 특색은 태종 15년에 이루어진 조종성헌 존중주의가 최초로 적용된 법전이라는 것이다. 이와 아울러 조선시대 입법원칙의 또하나가 도출되어 적용된다. 즉 전과 록의 구별이 그것이다. ‘일시의 편의를 위해 시행되고 있는 법령’을 ‘록(錄)’에 수록함으로써 ‘전(典)’에는 영구히 준행할만한 법령들을 싣는 ‘전과 록’의 구별이 이루어진 것이다. 이 구별방식은 조선왕조 전통시대의 마지막 법전이라고 할 수 있는 대전회통(大典會通)에 이르기까지 기본적인 골격을 이루며 유지된다. 이와 아울러 새로운 속육전에는 여러 개의 수교를 합하여도 그 뜻이 명료한 것은 1개조로 만들었다는 것에서 추상화가 진전되었음을 짐작케 한다.
이렇게 하여 세종 8년 2월에는 이직, 황희, 허조 등이 수찬한 속육전을 세종에게 바쳤으며 12월에 육전수찬빗은 속육전 6책과 등록 1책을 완성하였다. 세종은 이를 예조에 보내고 예조는 속육전과 원육전 각 800부를 주자소에서 인쇄하여 경외 각관청에 반포한 후 舊 원속육전은 회수하였고, 謄錄은 영세지전이 아니기 때문에 100부를 인쇄하도록 하였다.
이 속육전에 대하여도 문제점을 지적하는 의견이 많았다. 그러나 세종은 신법을 제정할 경우에는 중의에 따라야 하나 속전에 수록된 법령은 모두 이미 조종지법이기 때문에 개정할 수 없다고 하였다. 이후 이직 등이 다시 검토하여 세종 10년 11월에 육전 5권과 등록 1권이 세종에게 찬진하였으나, 세종은 미흡하다고 생각하여 河演에게 개찬하게 하고 11년(1429) 3월에 반포(하연의 개찬신육전)하였다(실제로 인쇄되지는 못했음). 세종 12년(1430) 3월에 이르면 경연에서 육전을 강론하게 하고, 또 제신들과 신찬육전의 의문점을 논의하였는데 경연관과 함께 강론한 후에 간행하기로 결정하고 한편 장래의 개정에 참고하기 위하여 집현전유생들에게도 개정점을 지적하는 육전진강서(六典進講書)를 제출하게 하였다.
그런데 세종 12년 4월에 이르러 원육전의 시행가부에 대한 논의가 대두되었다. 황희는 방언육전의 시행에 찬성하였고 하연은 반대하여 속육전도 이미 문어로 편찬하였으니 원육전도 마땅히 문어를 사용해야 한다고 하였다. 세종은 원육전과 속육전이 각기 다르니 이어(俚語)와 문어(文語)가 병용되더라도 지장은 없을 것이라는 의견이었다. 그리하여 세종 13년 5월에 육전상전소(六典詳定所)의 보고에 따라 강원도에 있는 방언육전판자의 결손된 곳을 보수하고 이를 인쇄하여 중외에 반포하고, 상정원육전은 모두 회수하기로 하였다. 이와 같이 방언육전을 시행하더라도 그것과 상정육전의 내용이 현저한 차이가 없으므로 실제상 큰 불편은 없었던 것이다.
위와 같은 논의 후 황희 등에게 미진한 점 등을 검토하게 하였다. 황희 등은 하륜의 속육전과 이직의 속육전 그리고 이들 二典에 수록되지 않은 각종 법령을 상세히 검토하여 중복을 없애고 번잡, 소략한 것을 바로 잡고 법령의 취사에 관하여 일일이 왕의 재가를 얻어 편찬하였다. 그리하여 세종 15년 정월에 황희 등이 정전(正典) 6권과 등록(謄錄) 6권으로 이루어진 신찬경제속육전(新撰經濟續六典)을 찬진하였고, 주자소로 하여금 인쇄하도록 하였다. 다시 3월에 세종은 조속히 인쇄하여 관민들에게 주지시킬 것을 명하고, 왕 자신도 이것을 강론하기로 하였다. 그러나 시행직후부터 또 결함이 지적되었다. 이러한 점이 논란이 되어 17년에 누락 조항 30개를 인쇄하여 속전의 부록으로 말미에 붙이게 된다.
이렇게 상당한 준비와 포부를 가지고 전심 전력하여 편찬한 법전이 이와 같이 시행 직후부터 결함이 노정되고 논란을 일으키는 이유는 법전편찬에 있어서의 성헌존중주의와 현실에 있어서의 실제적 필요와의 상극에 있었다. 실제상의 불편을 참고 성헌에 따를 것인가, 그렇지 않으면 실제상의 편익을 위하여 성헌도 희생하여야 할 것인가의 문제는 위정자 간에 커다란 논란이 있었다. 그러나 새로운 사정에 대처하여 종전의 편찬방법에 따라서 원전 이후 계속하여 누적된 법령을 유별로 증보하는 일은 부적합하게 되었다.
경제육전은 조선 왕조 최초의 성문법전임에도 불구하고 전해 내려오지 않는다. 그러한 이유로는 전란 등으로 인한 소실을 들 수 있겠으나, 무엇보다도 중요한 이유는 당시 새로 법전을 편찬하여 시행할 때에는 구법전을 모두 회수하여 없애 버렸기 때문이다. 건국 초기인 당시의 관리들은 고려 말엽 이래의 전통적인 법령에 익숙한 자들이었고, 경제육전(經濟六典)은 그들에게 익숙하여 편리한 법이었다. 그런데 속전이 시행되고, 개수되었기 때문에 익숙하지 않은 신법을 적용하기보다는 익숙한 구법을 적용하는 경우가 빈발하였다. 이러한 사태를 막기 위하여 구법을 남김없이 회수하고, 더하여 인쇄용 판목도 없애버렸기 때문에 적용되지 않는 구 법전들이 없어졌던 것이다. 경제육전은 전해 내려오지 않기 때문에 그 편린들을 조선왕조실록(朝鮮王朝實錄)을 통하여 추측할 수밖에 없다. 경제육전과 속전은 각전이 각 항목으로 세분되어 있었음은 확실하지만, 각전이 몇 항목으로 구성되어 있었는지를 자세히 알 수 없다. 다만 조선왕조실록에 실려 있는 편린들을 통하여 경제육전을 재구성하고, 후대의 법전에 미친 영향에 대하여 추측하는 것이 현재의 실정이라고 할 수 있다.
이러한 법전들은 각종 법령들을 수집하여 6전 체제에 따라 정리하여 편찬한 것이기는 하지만 아직 완결된 형태의 법전이라고 하기에는 부족함이 있었다.
『경제육전』을 뒤의 『경국대전』과 비교하면 다음과 같은 차이점들을 발견할 수 있다. 첫째, 두 법전은 항목의 명칭과 조문의 내용에 있어서 많이 다르다는 점이다. 『경제육전』은 전문(全文)이 전해지지 않고 있지만 연구자들에 의해 복원된 항목들을 비교해 보면 『경제육전』의 40개의 항목 중 『경국대전』과 같은 항목은 대략 4분의 1 정도라고 한다. 또한 『경제육전』의 조문 350 여개 중 『경국대전』의 조문과 내용이 통하는 것들은 30여 조문에 불과하다고 한다.
둘째, 『경제육전』에는 고려시기의 제도와 법규들이 적지 않게 수록되어 있다. 수록 대상이 된 조문들이 1388년 (고려 우왕 14년)부터 1397년 (조선 태조 6년)까지의 법령들이므로 고려시기의 제도와 법규들이 주요 내용을 이루고 있으며 이러한 『경제육전』의 고려시기 법제는 『경국대전』에는 거의 오르지 않게 되었다.
셋째, 『경제육전』에서는 고려시기의 법제와 함께 편찬 당시까지의 초창기의 법제들이 주요 내용을 이루고 있다. 하지만 앞에서 언급하였듯이 『경제육전』의 규정과 『경국대전』의 규정이 상당 부분 다르다는 사실은 『경제육전』에 실린 조문들 중 일부는 당시의 사회상을 반영한 일시적 규정들이었다는 점을 짐작케 한다.
넷째, 『경제육전』은 『경국대전』과 달리 5례 관계의 의식절차가 본문의 기본 조문으로 수록되어 있다. 『경국대전』에서는 의식절차는 『오례의』의 규정을 적용한다고 하였을 뿐 구체적인 규정은 없다. 『경제육전』을 편찬할 당시에는 5례관계의 의식절차가 정해지기 전이므로 고려시기의 규정을 참작하여 육전에 올렸으나, 『오례의』가 완성됨에 따라 『경국대전』에서는 의식절차에 관한 규정을 본문에 두지 않고 『오례의』를 보충규정으로 적용한 것으로 보인다.
다섯째, 조문의 서술방식에서 차이가 있다. 『경제육전』에서는 항목과 조문들이 많은 경우에 개별적 현상이나 사실들을 상대로 하여 제도화하였다면 『경국대전』에서는 조문을 추상화하여 일반성을 가지도록 하였으며 항목도 보다 포괄적으로 설정하였다.
이상과 같은 차이는 다음의 이유 때문에 발생한 것으로 보인다. 『경제육전』이 통치규범이 아직 확립되기 전의 초창기의 것이라면 『경국대전』은 통치규범과 틀이 정비된 시기의 것이다. 또한 편찬방식에 있어서『경제육전』의 편찬에서는 국왕의 수교를 일정한 체계 속에 원문 그대로 수록하는 방법으로 법전을 편찬한 반면, 『경국대전』에서는 항구적으로 통용될 수 있는 통일적인 하나의 법전으로 편찬하는 방식을 취했기 때문일 것이다.

## 같이 보기
- 각사수교